# Umbrail-hágó
Az Umbrail-hágó, olaszul: Giogo di Santa Maria vagy Passo dell’Umbrail, romans nyelven Pass dal Umbrail, németül: Umbraiépass történelmi jelentőségű magashegyi közúti átkelőhely Olaszország és Svájc között, 2501 m tszf. magasságban. Déli hágóútja a Stilfser Joch (Passo Stelvio) déli rámpájából ágazik ki. Északi hágóútja a Müstair-völgyi Santa Maria településtől indul. Középkori német neve Wormser Joch/Wormser Pass volt, Bormio régi német neve, Worms után. A Stilfser Joch útjának kiépítése előtt ez volt a Bormio és Zernec települések közti egyik legfontosabb kereskedelmi-közúti kapcsolat, mely észak felé az Engadin-völgyön át haladt Nyugat-Európa belső térségei felé, és amely az ausztriai Arlberg-hágón át Landeck térségében érte el a mai használatot szolgáló A12-es (Inn-völgyi) autósztrádát.